# Kościół św. Jana Chrzciciela w Sadłowie
Kościół świętego Jana Chrzciciela w Sadłowie – rzymskokatolicki kościół parafialny należący do parafii pod tym samym wezwaniem (dekanat rypiński diecezji płockiej).
Obecny, murowany kościół został ufundowany przez starostę lidzbarskiego Olbrachta Pląskowskiego z małżonką Rozalią z Bagniewskich, według projektu architekta J. Limockiego w latach 1752–1756, podczas urzędowania proboszcza parafii księdza Macieja Burskiego. Świątynia została konsekrowana przez brata fundatora, biskupa sufragana chełmińskiego Fabiana Pląskowskiego, w dniu 18 lipca 1756 roku, podczas urzędowania księdza Jana Ksawerego Ziółkowskiego. Budowla została wybudowana z cegły i jest otynkowana. Przy elewacji frontowej znajdują się dwie wieże, od strony zachodniej jest umieszczona absyda. Zakrystia i skarbiec są sklepione, z kolei nawa nakryta jest sufitem. Rokokowe ołtarze powstały w czasie budowy świątyni. W ołtarzu głównym znajdują się obrazy: Matki Boskiej Częstochowskiej z 1904 roku, ufundowany przez rodzinę Rościszewskich (namalowany przez Stanisława Zarzeckiego, umieszczony jest w sukience od sióstr magdalenek), oraz św. Jana Chrzciciela (znajduje się na zasłonie) i św. Kazimierza (w kształcie owalu), po bokach usytuowane są z kolei posągi świętych Apostołów Piotra i Pawła. Ołtarze boczne noszą wezwania: św. Antoniego (ozdobiony jest obrazem z końca XVII wieku, umieszczonym w srebrnej sukience z 1748 roku, ufundowanej przez W. Gójskiego, znajdują się w nim liczne wota z XVIII wieku), Serca Jezusowego (ozdobiony jest płaskorzeźba z początku XX wieku, na górze umieszczony jest obraz św. Józefa), św. Mikołaja i św. Jana Nepomucena. Ambona, chrzcielnica, dwa konfesjonały, feretron oraz krucyfiks powstały w II połowie XVIII wieku, z kolei monstrancja, kielich i pacyfikał pochodzą z XVI–XVIII w. 10-głosowe organy z trakturą klawiszową mechaniczną i rejestrową pneumatyczną zostały wykonane w II połowie XVIII wieku, odnowił je Bogumił Bynert z Rypina w 1893 roku, następnie instrument został przebudowany dzięki staraniom księdza Stanisława Gogolewskiego w 1910 roku przez Jana Szrejberta z Włocławka. Polichromia wnętrza to dzieło Bogusława Marschalla z Gdańska z lat 1957–1958. W 1890 roku został wykonany remont świątyni, podczas urzędowania proboszcza księdza Józefa Pielaszewskiego: odmalowane zostało wnętrze, odnowione zostały ołtarze oraz chrzcielnica.